# Ghadini
Ghadini (arab. غديني) – wieś w Syrii, w muhafazie Aleppo, w dystrykcie Manbidż. W 2004 roku liczyła 638 mieszkańców.